# هربرت سي. شينك
هربرت سي. شينك هو شخصية أعمال وسياسي أمريكي، ولد في 26 يونيو 1880، وتوفي في 18 أبريل 1972. نشط حزبياً في Wisconsin Progressive Party ‏. وقد انتخب عضو جمعية ولاية ويسكونسن ‏.